# 代特曼斯多夫
代特曼斯多夫（德語：Dettmannsdorf，發音：[ˈdɛtmansˌdɔʁf]）是德国梅克伦堡-前波美拉尼亚州前波美拉尼亚-吕根县的市镇，面积44.52平方千米，2023年12月31日人口为1,052人。